# Rijmkroniek van Woeringen
De Rijmkroniek van Woeringen, ook wel Rijmkroniek over de slag bij Woeringen, Yeeste van den slag van Woeronc of Yeeste van den slag van Woeringen genoemd, is een rijmkroniek en ridderroman over de regering van hertog Jan I van Brabant tot en met de Slag bij Woeringen (1261–1288). Het auteurschap van de kroniek wordt toegeschreven aan ene "Jan van Heelu", die ook bekend zou staan als "Jan van Leeuwe".

## Auteurschap

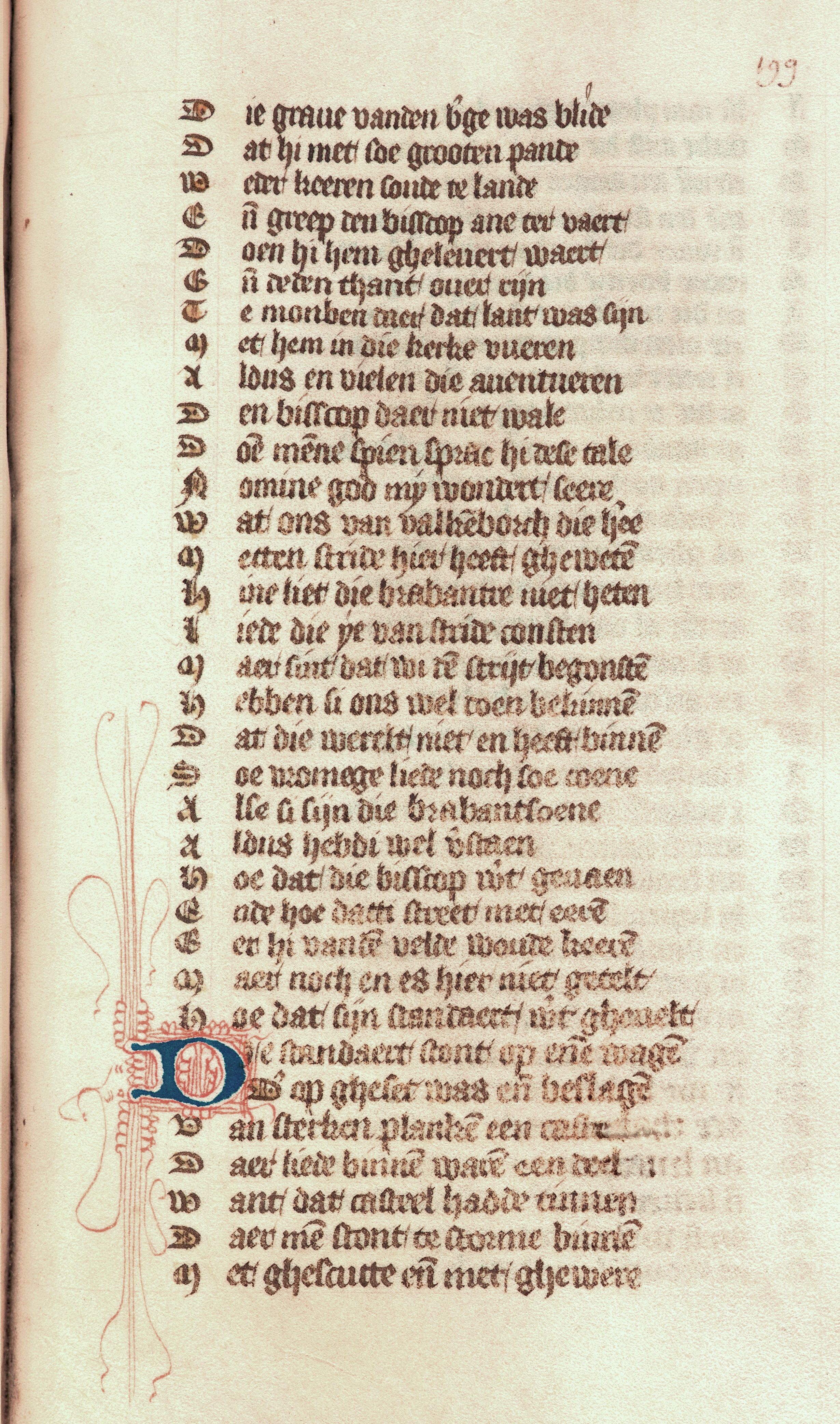
Rijmkroniek van Woeringen in handschrift KB 76 E 23 - folio 100r

Over Jan van Heelu is niets met zekerheid bekend, behalve dat kopiist Henricus van Damme rondom 1440 beweerde dat dit de naam is van de oorspronkelijke auteur van de Rijmkroniek. Jan was waarschijnlijk een Brabander vanwege zijn taalgebruik en uitgesproken sympathie voor de Brabantse hertog Jan I. De datering wordt hoofdzakelijk gebaseerd op het feit dat het werk is opgedragen aan Margaretha van Engeland, die op 8 juli 1290 in Westminster Abbey trouwde met de toekomstige hertog Jan II van Brabant. Daarom is de kroniek waarschijnlijk geschreven tussen 1288 en 1290–1291, dus leefde de auteur in de tweede helft van de dertiende eeuw. Jan Frans Willems, die in 1836 de editio princeps uitgaf, speculeerde dat Jan van Heelu / Leeuwe afkomstig zou zijn uit een klooster bij Helen-Bos bij Leeuw (tegenwoordig Zoutleeuw, Vlaams-Brabant). De Rijmkroniek is zijn enige overgeleverde werk.
Van Heelu heeft deze slag naar eigen zeggen als ooggetuige bijgewoond. Eerder werd aangenomen dat dit geloofwaardig was, maar onder meer historicus Piet Avonds (1988) trekt die veronderstelde aanwezigheid sterk in twijfel, aangezien het ridderroman als genre – waartoe Avonds de Rijmkroniek rekende – wel vaker wordt gekenmerkt door de onbetrouwbare bewering dat de auteur zelf aanwezig was bij de gebeurtenissen die hij neerpende.

## Inhoud
De Rijmkroniek van Woeringen bestaat uit twee delen en telt 8948 verzen. Deze bevat een geschiedenis van Brabant tussen 1261 en 1288, welke eindigt met daden van hertog Jan I van Brabant bij de Slag bij Woeringen die plaatsvond op 5 juni 1288. Na een beschrijving van de slag zelf worden de wapendaden van de Brabantse ridders, in volgorde van hun vermeende waardigheid, nog eens apart verhaald. Daarbij valt op dat het adelsgeslacht Wezemaal uitzonderlijk uitgebreid en veel heldendaden worden toegeschreven, vergeleken met andere families; reden voor Avonds (1988) om te vermoeden dat de Wezemaals de opdrachtgevers zijn voor het schrijven van de Rijmkroniek.
Voorafgaand aan de kroniek is er een voorrede van 592 verzen, die later is bijgevoegd, vermoedelijk door een kopiist.
De Rijmkroniek van Woeringen is vergelijkbaar met de Spiegel Historiael van Jacob van Maerlant.

## Handschriften en edities
De volgende handschriften van de Rijmkroniek zijn bewaard gebleven:
- Berlijn, Staatsbibliothek zu Berlin – Stiftung Preussischer Kulturbesitz, germ., fol. 628.[8]
- Brussel, Koninklijke Bibliotheek van België, 6003–6005.[8]
- Brussel, Koninklijke Bibliotheek van België, IV 593.[8]
- Den Haag, Koninklijke Bibliotheek, 130 G 24.[8]
- Den Haag, Koninklijke Bibliotheek, 76 E 23.[8] Dit handschrift stamt uit circa 1440 en is de oudste en belangrijkste overgeleverde kopie van de Rijmkroniek, waarvan alle andere handschriften zouden zijn afgeleid. Het werd te Brussel opgetekend door ene Henricus van Damme in opdracht van de stad Brussel.[4][9]

Jan Frans Willems gaf de tekst in 1836 te Brussel uit onder de titel Rymkronyk van Jan van Heelu betreffende den slag van Woeringen van het jaer 1288, uitgegeven met ophelderingen en aenteekeningen / Chronique en vers de Jean van Heelu, ou relation de la bataille de Woeringen.
In 1641 publiceerde H.C. de Dongelberghe bij uitgever Govaerdt Schoevaerdts te Brussel een Latijnse hexameter-bewerking van de Rijmkroniek onder de titel Proelium Woeringanum Joannis I Lotharingiae Brabantiae ducis et S. Imp. Marchionis. Een Nederlandse prozabewerking volgde in 1646 onder de naam Den stryt ende slach van Woeringen, ghelyck dien warachtichlyck is gheschiet. F.W. Hellegers publiceerde in 1988 te Keulen een Duitse vertaling, getiteld Die Schlacht von Worringen.